# Инокентий I
Инокентий I (на латински: Innocentius PP. I) е римски папа от 401 до 12 март 417 г.
Според Liber Pontificalis той е син на някой си Инокентий от Албано , но според неговия съвременник Йероним, негов баща е папа Анастасий I (399-401).
През 408-410 г. Рим пострадал от опустошителните набези на варварите, под предводителството на Аларих I. Те обсадили Рим, а император Хонорий се скрил в Равена. Аларих настоял, че трябва най-авторитетните свещеници да бъдат посредници между него и императора. Инокентий лично оглавил посолството в Равена, но преговорите завършили с неуспех. Варварите превзели и ограбили Рим.
Много епископи изпращали на папата писма с въпроси по различни църковни въпроси (за каноните на Светото писание, литургиите и др.), Инокентий I отговарял на всички въпроси и неговите послания свидетелстват за авторитета на църквата по това време.
Умира на 12 март 417 г. и е погребан на гробището на Понтиан.
Католическата църква почита паметта му на 28 юли.